# Emil Heinrich Otto Müller
Emil Heinrich Otto Müller (* 6. März 1826 in Kassel; † 19. April 1914 in Radebeul; auch Emil H. O. Müller) war ein deutscher Altphilologe und Gymnasiallehrer.

## Biografie
Müller besuchte ab 1835 das Gymnasium in Kassel, ab 1839 in Hanau. Im Herbst 1843 begann er ein Studium an der Universität Marburg und setzte es im Herbst 1846 an der Universität Berlin fort. 1849 wurde er in Marburg zum Doktor der Philosophie promoviert, 1852 dort habilitiert und zum Privatdozent ernannt. Ostern 1854 erhielt er eine Stelle als Lehrer der alten Sprachen und Geschichte am Blochmann-Institut und dem damit verbundenen Vitzthumischen Gymnasium in Dresden. Nachdem er 1855 nach Leipzig gezogen war, wo er ab 1856 als Privatdozent der Philosophie und Geschichte an der Universität Leipzig wirkte, wurde er 1862 als Professor Konrektor am Gymnasium in Freiberg in Sachsen. Dort wurde er 1865 Rektor, wechselte am 8. April 1872 in gleicher Eigenschaft an die sächsische Landesschule St. Augustin in Grimma und wurde schließlich am 22. April 1884 Rektor des Gymnasiums in Zittau.
Nach seiner Pensionierung Ostern 1885, unter Ernennung zum Oberschulrat, verlebte er seinen Lebensabend in Radebeul, wo er auch verstarb. Im Adressbuch Dresden mit Vororten von 1910 ist er unter Emil H. O. Müller in der damaligen Lutherstraße 7 aufgeführt; dazu ist vermerkt, dass er mit dem Ritterkreuz 1. Klasse des sächsischen Zivilverdienstordens ausgezeichnet war. Im Hausbuchteil zur Lutherstraße 7 (heute Eduard-Bilz-Straße 7) wurde er, wohnhaft in der Mietwohnung im Obergeschoss, nur mit dem Vornamen Emil geführt, was damit wohl als Rufname gewertet werden kann.

## Schriften (Auswahl)
- De priscarum quatuor populi Atheniensis tribuum origine. Dissertation, Marburg 1849 (online).
- De tempore quo bellum Peloponnesiacum initium ceperit. Marburg 1852 (= Habilitationsschrift Marburg).
- De Xenophontis historiae Graecae parte priore dissertatio chronologica. Leipzig 1856 (= Habilitationsschrift Leipzig, online).
- Motley, Geschichte des Abfalls der Niederlande (The Rise of the Dutch Republic). Dresden 1860, 3 Bände, Aus dem Englischen übersetzt.
- Über das älteste römisch-karthagische Bündnis. In: Verhandlungen der Frankfurter Philologenversammlung von 1861.
- Gordianus. In: Allgemeine Encyclopädie der Wissenschaften und Künste.
- Artikel Annus und Aera. In: Paulys Realencyclop. d. Altertumswiss. Bd. 1, 2. Ausg.
- Über den Cimonischen Frieden. 1. Teil. Freiberg i. Sa. 1866. 34 S. (Programm Freiberg i. Sa. Gymnasium.)
- Über den Cimonischen Frieden. 2. Teil. Freiberg i. Sa. 1869. 34 S. (Programm Freiberg i. Sa. Gymnasium.)
- Ausgewählte Reden des Demosthenes, erklärt von Anton Westermann. Erstes Bändchen. Berlin 1875, 7. Aufl.
- Beiträge zur Erklärung und Kritik des Königs Oedipus des Sophokles, I. und II. Leipzig 1884. S. 71 (Programm Grimma Gymnasium.)
- Oedipi Regis Sophoclei vv. 326. 327. Dind. Choro an Oedipo rectius tribuantur? Zittau 1885. S. 5–12. (Programm Grimma Gymnasium.)
- König Oedipus. Tragödie des Sophokles. Übersetzt. Halle (Saale) 1885.
- Über den Charakter der Hauptperson im König Oedipus des Sophokles. In: Festschrift zur 300-jährigen Jubelfeier des Gymnasiums zu Zittau am 9. und 10. März 1886. Zittau 1886. S. 61–100.
- Bericht über das Fest des 300-jährigen Bestehens der Anstalt. Zittau 1886. S. 18–30.
- Festansprache bei der Feier des 300-jährigen Bestehens der Anstalt. Zittau 1886. S. 20–28.
- Antike Reminiscenzen in Goethes Iphigenie. Zittau 1888. 17 S. (Programm Zittau Gymn. Gedächtn. hochverd. Männer.)
- Vorspiel und Einzugslied der Antigone des Sophokles, übersetzt. Zittau 1889. S. 3–8. (Programm Zittau Gymnasium Gedächtn. hochverd. Männer.)
- Wer ist der Verfasser der älteren Schrift von der athenischen Verfassung? Zittau 1891. 17 S. (Programm Zittau Gymnasium. Gedächtn. hochverd. Männer.)
- Sokrates in der Volksversammlung. Zittau 1894. 16 S. (Programm Zittau Gymnasium. Gedächtn. hochverd. Männer.)
- Des Rektor Schulrat Dr. Heinrich Kämmel und des Prof. Anton Dietrich Erklärung der Wandgemälde in der Aula des Johanneums zu Zittau. Zittau 1895. S. 19–21. (Programm Zittau Gymnasium.)